# Merna, Nebraska
Merna, Nebraska (енгл. Merna) град је у америчкој савезној држави Небраска.

## Демографија
По попису из 2010. године број становника је 363, што је 28 (-7,2%) становника мање него 2000. године.
| Група             | 2000.       | 2010.       |
| Белци             | 381 (97,4%) | 356 (98,1%) |
| Афроамериканци    | 2 (0,5%)    | 0 (0,0%)    |
| Азијати           | 0 (0,0%)    | 0 (0,0%)    |
| Хиспаноамериканци | 5 (1,3%)    | 5 (1,4%)    |
| Укупно            | 391         | 363         |